# Forugh Farrokhzad
Forugh (Forough) Farrokhzād (persky فروغ فرخزاد) (5. ledna 1935, Teherán – 13. února 1967) byla íránská básnířka a filmová režisérka. Patří k nejvýznamnějším představitelkám moderní perské literatury 20. století.

## Život
Narodila se jako třetí ze sedmi dětí v rodině armádního důstojníka. V šestnácti letech se provdala za o 15 let staršího Parvize Shapoura, uznávaného satirika a karikaturistu. Narodil se jim jediný syn a o tři roky později od svého manžela odešla. Po rozvodu byl syn dán do péče otce a Forugh se nervově zhroutila. Z Ahvazu, kde manželé žili, se vrátila do Teheránu, aby se plně věnovala literatuře. V témže roce (1955) vydala svou první sbírku Zajatkyně (fársí اسير) vyjadřující pocity bezvýchodnosti.
Díky svému odchodu z manželství a uveřejnění kontroverzních básní se rychle stala objektem negativní pozornosti a otevřeného odmítání. Roku 1956 strávila devět měsíců v Evropě, kde pracovala na své druhé básnické sbírce Zeď (fársí  ديوار) vydané ještě téhož roku. I v dalších letech hodně cestovala.
V roce 1958 začala pracovat jako asistentka ve filmovém studiu Golestan. Seznámila se tu s filmařem a spisovatelem Ebrahimem Golestanem, který ji povzbuzoval k samostatné literární tvorbě. Vydala další sociálně-kritickou sbírku Vzpoura (fársí عصیان). Golestan byl ženatý a to vedlo v literárních kruzích k dalšímu skandálu. To ji, spolu s dalšími problémy, vedlo k pokusu o sebevraždu. Spolupracovala na dokumentárním filmu Černý dům (Khāneh siāh ast – The House is Black, 1962) o lidech nakažených leprou. Film získal řadu mezinárodních ocenění. Během natáčení se seznámila s Hosseinem Mansourim, synem leprotických rodičů, kterého adoptovala a s nímž pak žila v domě své matky. Roku 1963 publikovala Znovuzrození (fársí تولدي‌ديگر).
13. února 1967 se svým džípem narazila do zdi, když se chtěla vyhnout srážce se školním autobusem, a zemřela ještě před příjezdem sanitky.
Posmrtně uveřejněná báseň Věřme v příchod zimy je považována za vrchol moderní perské poezie.
Její dílo bylo po islámské revoluci více než 10 let potlačováno.
Roku 1965 natočil italský režisér Bernardo Bertolucci film inspirovaný jejím životním příběhem.